# Kalochóri (ort i Grekland, Mellersta Makedonien, Nomós Thessaloníkis)
Kalochóri är en ort i Grekland.   Den ligger i prefekturen Nomós Thessaloníkis och regionen Mellersta Makedonien, i den norra delen av landet, 300 km norr om huvudstaden Aten. Kalochóri ligger 3 meter över havet och antalet invånare är 4 162.
Terrängen runt Kalochóri är platt åt sydväst, men åt nordost är den kuperad. Havet är nära Kalochóri åt sydost. Närmaste större samhälle är Thessaloníki, 6,2 km öster om Kalochóri. 